# Kytoon
Kytoon (iz ang. kite + balloon) je hibridni zrakoplov, ki je kombinacija balona in zmaja.  Vzgon zagotavljata balon, ki je lažji od zraka (aerostat) in preko aerodimičnih učinkov zmaj, ki je težji od zraka (aerodin).
Kytoon je z žico fiksno pritrjen na tla. Prednost kytoona pred zmaji je v tem, da ostane na relativno stabilni poziciji ne glede na smer in moč vetra.
Kytoon je izumila Domina Jalbert leta 1944.

## Uporaba
- Dvig komunikacijskih anten[2][3]
- Oglaševanje
- Aerofotografija
- Možnost generiranje električne energije
- Meteorološka merjenja [4]
- Odganjanje ptic
- Rekreacija